# Patriomanis americana
Patriomanis americana és una espècie extinta de pangolins prehistòrics que visqueren durant l'Eocè superior a Nord-amèrica. Se'l coneix a partir de restes fòssils trobades a Wyoming.